# 阿格爾島
阿格爾島是丹麥的島嶼，位於蒂霍爾姆半島和莫斯島之間的利姆海峽，面積3.8平方公里，2012年居民僅36人，人口密度為每平方公里9.4人。
56°43′N 8°34′E / 56.717°N 8.567°E